# ローレンス男爵
ローレンス男爵（ローレンスだんしゃく、英語: Baron Lawrence）は、連合王国貴族の男爵位。
インド総督を務めたジョン・ローレンスが1869年に叙されたのに始まる。

## 歴史
イギリス植民地インドの行政官であるジョン・ローレンス(1811-1879)は、インド大反乱の鎮圧の戦功でイギリス中央政府からの評価を上げ、1858年8月16日に連合王国称号の(陸軍の)準男爵(Baronet, of The Army)に叙せられた。1864年から1869年にかけてインド総督を務め、在任中、ブータンを保護国としている。インド総督退任後の1869年4月3日に連合王国貴族サウサンプトン州におけるグレートリーおよびパンジャブのローレンス男爵（Baron Lawrence, of the Punjaub and of Grateley in the County of Southampton）に叙せられた。
以降息子から息子への直系で現当主の5代男爵デイヴィッド・ローレンス(1937-)まで継承されているが、彼には子供がなく、他に継承資格者もいない状況である。
男爵家の紋章に刻まれるモットーは『備えよ(Be Ready)』。

## ローレンス男爵 (1869年)

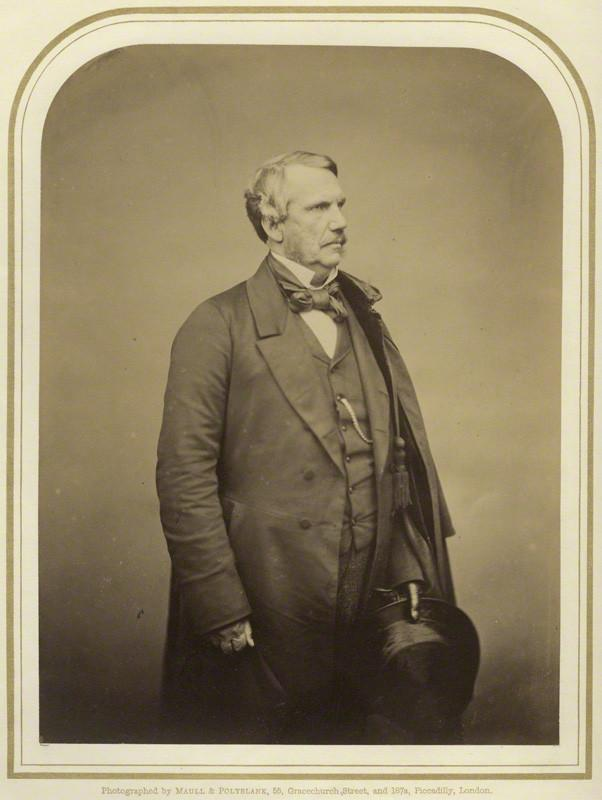
インド総督を務めた初代男爵ジョン・ローレンス

- インド総督を務めた初代男爵ジョン・ローレンス初代ローレンス男爵ジョン・レアード・メイア―・ローレンス (1811-1879)
- 2代ローレンス男爵ジョン・ハミルトン・ローレンス（英語版） (1846-1913)
- 3代ローレンス男爵アレグザンダー・グラハム・ローレンス (1878-1947)
- 4代ローレンス男爵ジョン・アンソニー・ローレンス (1908-1968)
- 5代ローレンス男爵デイヴィッド・ジョン・ダウナー・ローレンス (1937-2023[5])
  - 爵位の法定推定相続人も推定相続人もなし。